# Statuenmenhir Castaldu 1

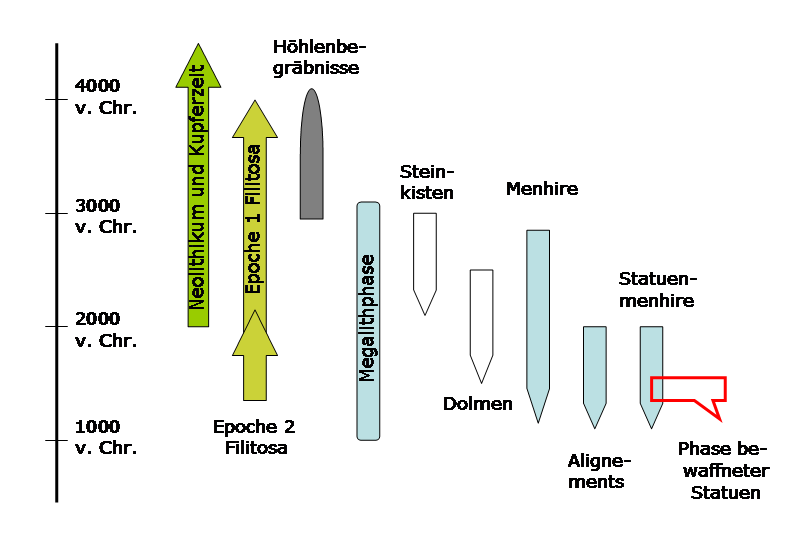
Zeitstellung korsischer Megalithen

Der Statuenmenhir Castaldu 1 ist ein etwa einen Meter großer Torso eines einst überlebensgroßen korsischen Statuenmenhirs aus grobkörnigem Granit. Er wurde in der abgelegenen Gemeinde Ciamannacce (im Département Corse-du-Sud), am rechten Ufer des Flusses Taravo gefunden. 
Das Fragment lag in einem kleinen Eichenwald, am Rande einer natürlichen Terrasse, 60 m über dem Fluss. 1981 sollte der Stein bearbeitet werden, dabei wurde die Skulpierung entdeckt. Der an den Schultern 41 cm breiten und nach unten schmaler werdenden Statue fehlen Kopf und Unterkörper. Die Erosion beschädigte die Rückenpartie. Die nackte Statue zeigt, unter dem Halsansatz und den nur angedeuteten Schultern, als eine von wenigen weibliche Brüste und im Bauchbereich ein etwa lotrecht angeordnetes Schwert. Damit gehört sie zu den „bewaffneten Menhiren“ der Phase 5 (1800–1500 v. Chr.) nach Roger Grosjean, die nur im Süden der Insel vorkommen und insgesamt 73 Statuenmenhire umfasst.